# Kostel svatého Cyrila a Metoděje (Selce)
Kostel svatých Cyrila a Metoděje se nachází na Partizánské ulici v obci Selce nedaleko od města Banské Bystrice. Kostel se nachází v centru obce a je obehnán zdí. Kostel doplňuje areál, který naplňuje malý panteon významných osobností, ať už se v Selcích narodily, nebo zde působily. Je jednou z nejstarších sakrálních staveb, které se v okolí Banské Bystrice nacházejí.

## Historie
První písemná zmínka je doložena z roku 1332 s názvem „Omnes Sancti de Zolli“ (Všichni svatí – patron kostela). Fara a kostel byly postaveny ve stejné době zásluhou zvolenského župana Dônča.
Druhá zpráva pochází z dodatku „Výsadní listiny“ z 1. listopadu 1340 vydané uherským králem Karlem Robertem s názvem „Selcze“ a další z královské listiny z roku 1406 „Zelcze“.
Původně se ves Selce rozkládala na bažinatém území. Podle pověsti se Staré Selce propadly pod zem. Ke starým Selcím patřily také strážní věže na kopcích nad údolím a nedaleko Selců se nacházel pravěký hrad „Hrádok“.

## Původ
Původně byl kostel zasvěcen Všem svatým, později v roce 1886 byl nově vysvěcen jako kostel svatých Cyrila a Metoděje. Jedná se o katolický kostel z první poloviny čtrnáctého století, který byl později rozšířen. Od svého založení se kostel stal farním centrem pro obce v regionu.
Kostel je nejstarší historickou památkou v Selcích. Kostel pochází z první poloviny třináctého století, dokladem jeho raného vzniku je původní nápis v něm.
Stará architektura – raně gotický kostel pochází z první poloviny třináctého století. Papež Jan XXII. pořídil katalogy již ve čtrnáctém století, kdy je již uváděn jako farnost Všech svatých se zděným kostelem, a to v roce 1323.
Původní stavba byla postavena ze dřeva, zatímco o tři sta let později bylo vydáno nařízení, které obsahovalo, že každá obec má mít kamenný kostel. Proto byla v roce 1560 postavena loď kostela a přistavěna kaple. Za Františka Šujanského, tehdejšího faráře, byla v roce 1894 postavena věž a loď kostela byla prodloužena o 9 metrů. V této podobě se nachází dodnes.

## Moderní historie
V roce 1863 byl kostel jediným místem na Slovensku, kde se konala mše svatá za přítomnosti biskupa Štefana Moyzese u příležitosti oslav tisíciletého výročí příchodu Konstantina a Metoděje na území Velké Moravy.
V roce 1917, během první světové války, maďarští vojáci demontovali a odvezli 5 zvonů – shodili je z věže. Jeden z nich vážil až 537 kg. Zvony byly roztaveny na nové zbraně a na věži zůstal jen umíráček.
Nový zvon byl pořízen 30. března 1920. O několik let později, 12. dubna 1927, se rozezněly všechny nové zvony.
Za zmínku stojí i krádež ze dne 6. listopadu 1918, kdy byla z kostela odcizena monstrance, která byla zdobena drahými kameny a brilianty, a zlatý kalich.
S blížícím se jubileem příchodu slovanských apoštolů na Velkou Moravu se tehdejší farář Július Plošic rozhodl umístit na hlavní oltář obraz svatých Cyrila a Metoděje. Biskupský úřad v Banské Bystrici však vystavení obrazu nepovolil. Nakonec však po opakovaných žádostech byla výměna povolena. Obraz namaloval banskobystrický malíř Július Jonáš.

## Architektura
Kostel se skládá z presbytáře, sakristie, lodi, kaple, které pocházejí z období gotiky, a věže.

### Kaple
Na horní části kaple, na vrcholu jejího pilíře, je gotickým písmem zachován letopočet 1516.
Portál kaple je původní s původním kamenickým opracováním v místě, kde se dnes používá lomený oblouk, který je však přemalován. Jižní kaple je zaklenuta dvěma poli síťové klenby.
Mariánská kaple byla s lodí pravděpodobně spojena dvěma širokými otvory při pozdější přestavbě lodi (1806). Lze předpokládat, že se původně jednalo o rodinnou kapli (a pravděpodobně i místo posledního odpočinku) místního šlechtického rodu Seleckých. Jejím stavitelem byl pravděpodobně Ján Selecký.

### Portál
Portál kostela představuje raně gotický sloh.

### Věž
Věž kostela je hranolová s novogotickým exteriérem, který koresponduje s autentickým exteriérem lodi z roku 1894; do té doby měl kostel pouze dřevěnou zvonici. Při stavbě kostelní věže byl pozdně gotický portál přemístěn na vnější stěnu sakristie.

## Interiér
V roce 1984 byl interiér kostela změněn pod vlivem faráře Jozefa Okkela. Tehdy byly kostel a fara upraveny do současné podoby.

### Severní sakristie
Dnešní sakristie s mělkým polygonálním závěrem a malou pastorační kaplí v interiéru mohla být raným, snad provizorním kostelem, jehož vznik lze datovat do druhé poloviny 13. století.
Klenba sakristie je valená – přechod mezi románským a gotickým slohem, kdy je svatyně poloklenutá se štěrbinovými okny. Morfologii klenby tvoří válcové přípory.
Žebrovaná architektura svatyně je znakem rané gotiky. Svatyně je raně gotická s nosnou klenbou a sloupy, které pokračují až k zemi.

## Presbytář

### Interiér
Presbytář kostela se dochoval v původním stavu, má rozměry 6,65 × 9,70 m a skládá se ze dvou polí gotické klenby. Žebra klenby jsou kdysi zkosená a jsou podepřena půlválcovými opěráky, které dosedají na jednoduché hlavice a sahají až na úroveň dlažby. Ve východní části je vidět raně gotické okno, které je nyní zazděné. V severní stěně presbytáře se nachází pastoforium.

### Kostelní loď
Loď je dlouhá 23 m a původně byla zaklenuta pěti poli gotické žebrové klenby, dnes jsou zde pruské klenby z roku 1806.

### Kaple Panny Marie
Boční kaple je již pozdně gotická, kde je krásná síťová klenba a všechna tři okna jsou původní s původními kružbami. Síťová klenba je ve spodní části zvýrazněna původními oblouky.
Někdy na přelomu 15. a 16. století byla k jednolodnímu kostelu přistavěna pozdně gotická kaple Panny Marie, která je zaklenuta dvěma poli pozdně gotické síťové klenby.

### Oltář Smrti Panny Marie
Součástí kostela byla také část oltáře s reliéfem „Smrti Panny Marie“, který je gotický z roku 1516. V současné době je uložen v krajském muzeu v Banské Bystrici. Další zajímavostí je křídlo oltáře s obrazy „Bičování a nesení kříže“ ze 17. století.

### Hlavní oltář
Oltář má novogotickou trojdílnou fiálovou architekturu se třemi výklenky. Ve středním výklenku se nachází sousoší svatých Cyrila a Metoděje.

## Památky
Obraz svatých Cyrila a Metoděje představuje oba světce v těsném vztahu k památce. Postavy na obraze jsou silně monumentalizovány.
V roce 1863 banskobystrický biskup Štefan Moyzes požehnal oltářní obraz svatých Cyrila a Metoděje u příležitosti tisíciletého výročí příchodu soluňských bratří, čímž se selčský farní kostel stal prvním kostelem na Slovensku zasvěceným Cyrilu a Metodějovi.
Památky, které jsou součástí kostela:
- Obraz Všech svatých[2] – 18. století (klasicismus)
- Bičování Krista a korunování trním – 18. století (baroko)
- Baptisterium – 15. století (pozdní gotika)
- Kazatelna – 18. století
- Epitaf – 18. století (baroko)

Pozornost přitahuje také lípa u kostela, vysazená v roce 1863. Byla vysazena u příležitosti výše cyrilometodějských oslav a patří k chloubám obce. V blízkosti kostela se nachází morový sloup, který byl vztyčen po morové epidemii.

## Kult Cyrila a Metoděje
Slovenští nacionalisté se v roce 1863 snažili, aby proběhly oslavy „1000. Cyrila a Metoděje na Velkou Moravu“, kteří položili základy vzdělanosti a náboženství. Díky hluboce zakořeněné cyrilometodějské tradici a vlivu biskupa Št. Moyzese, se Banská Bystrica a Selce staly nejvhodnějšími místy pro oslavy.
Dne 31. května 1863 se v Selcích u Banské Bystrice konaly jubilejní oslavy tisíciletého výročí příchodu soluňských bratří. Tato oslava byla jednou z prvních, která se pak konala pravidelně první neděli po 14. březnu ve slovenském kostele.
Farní kostel v Selcích je tak nejstarším cyrilometodějským kostelem na Slovensku. Původně byl zasvěcen „Všem svatým“, ale v minulém století se tento kostel připojil ke skromnému počtu kostelů zasvěcených Cyrilu a Metodějovi.

## Galerie

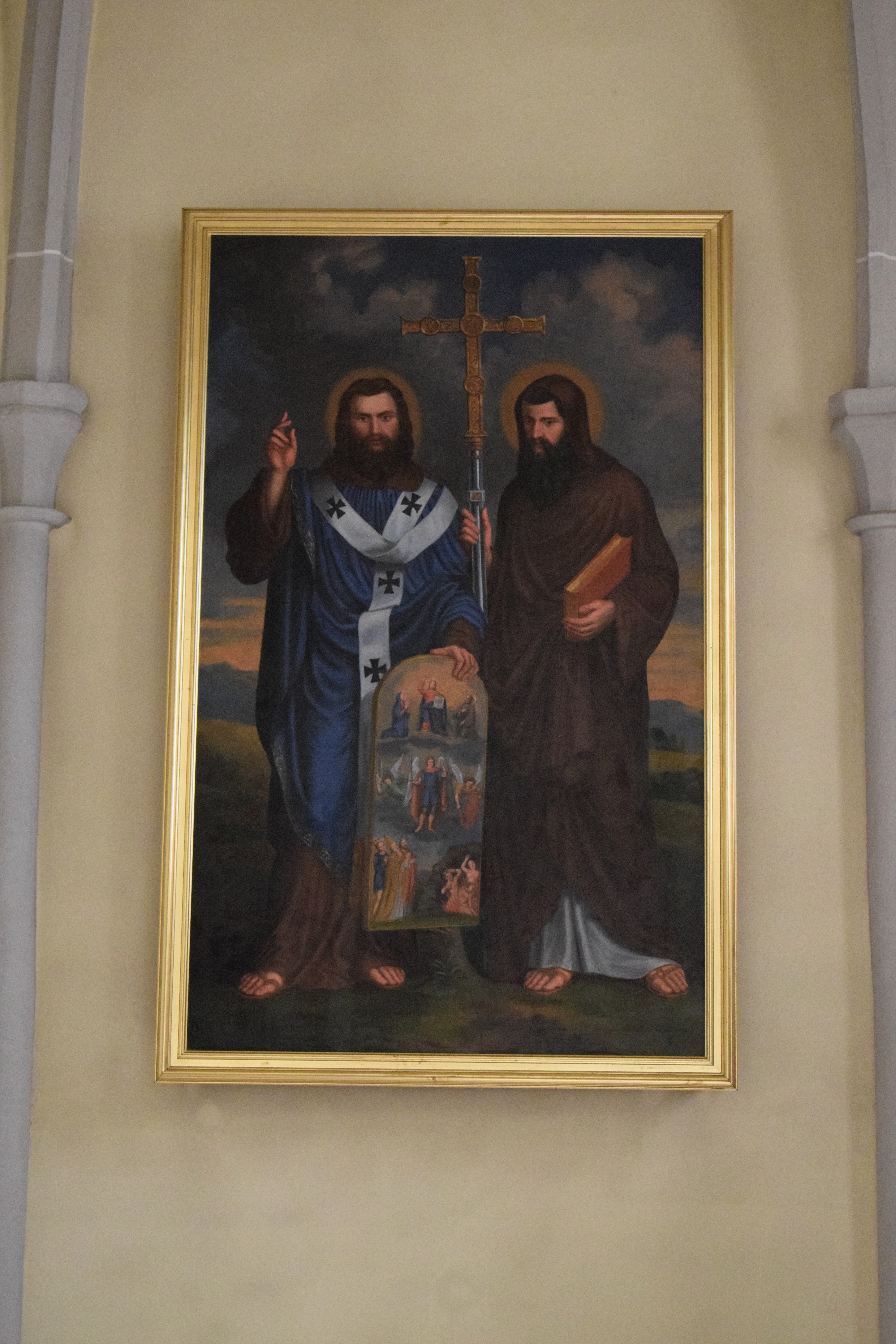
Obraz svatých Cyrila a Metoděje
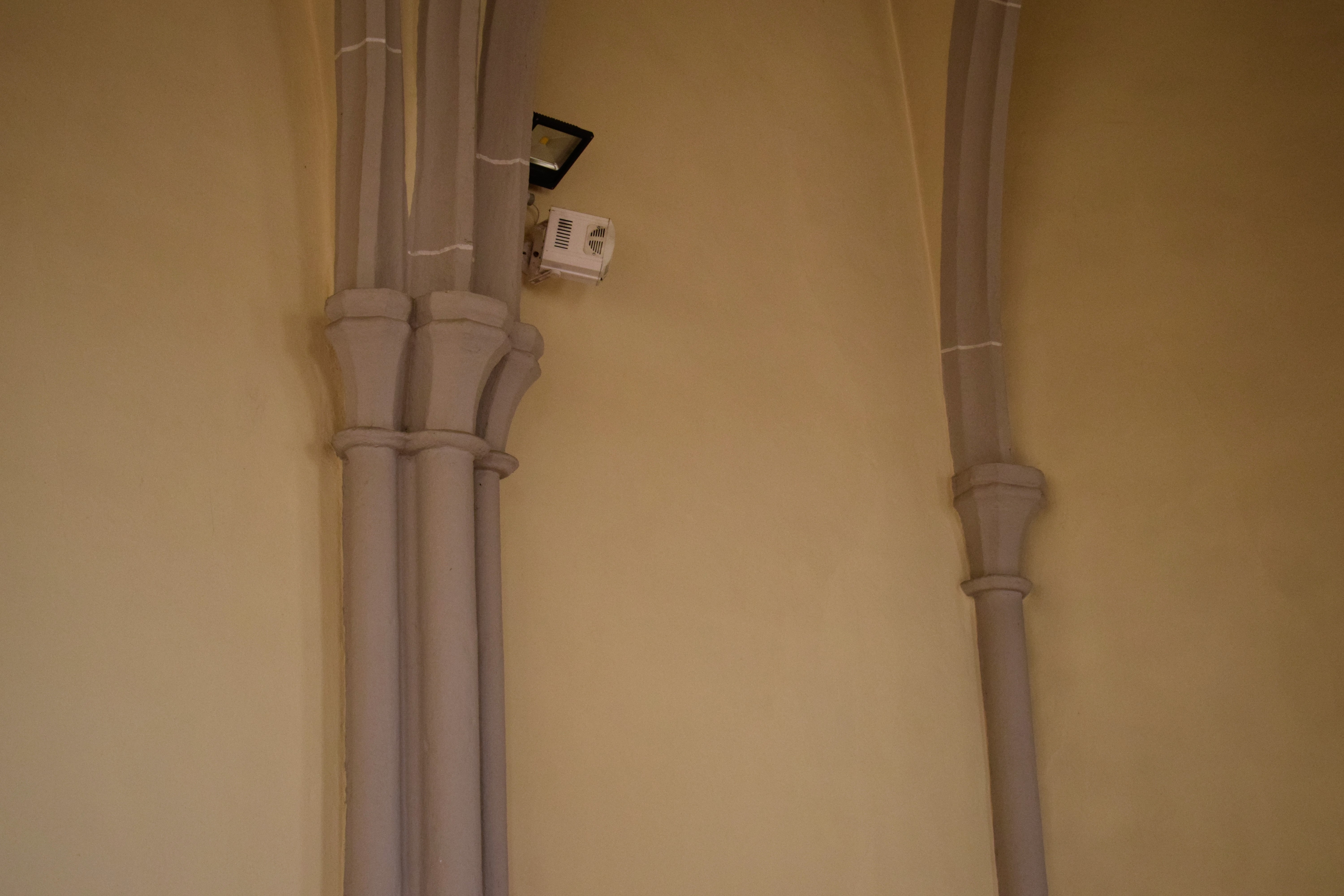
Detail náběhů klenby a válcových opěráků
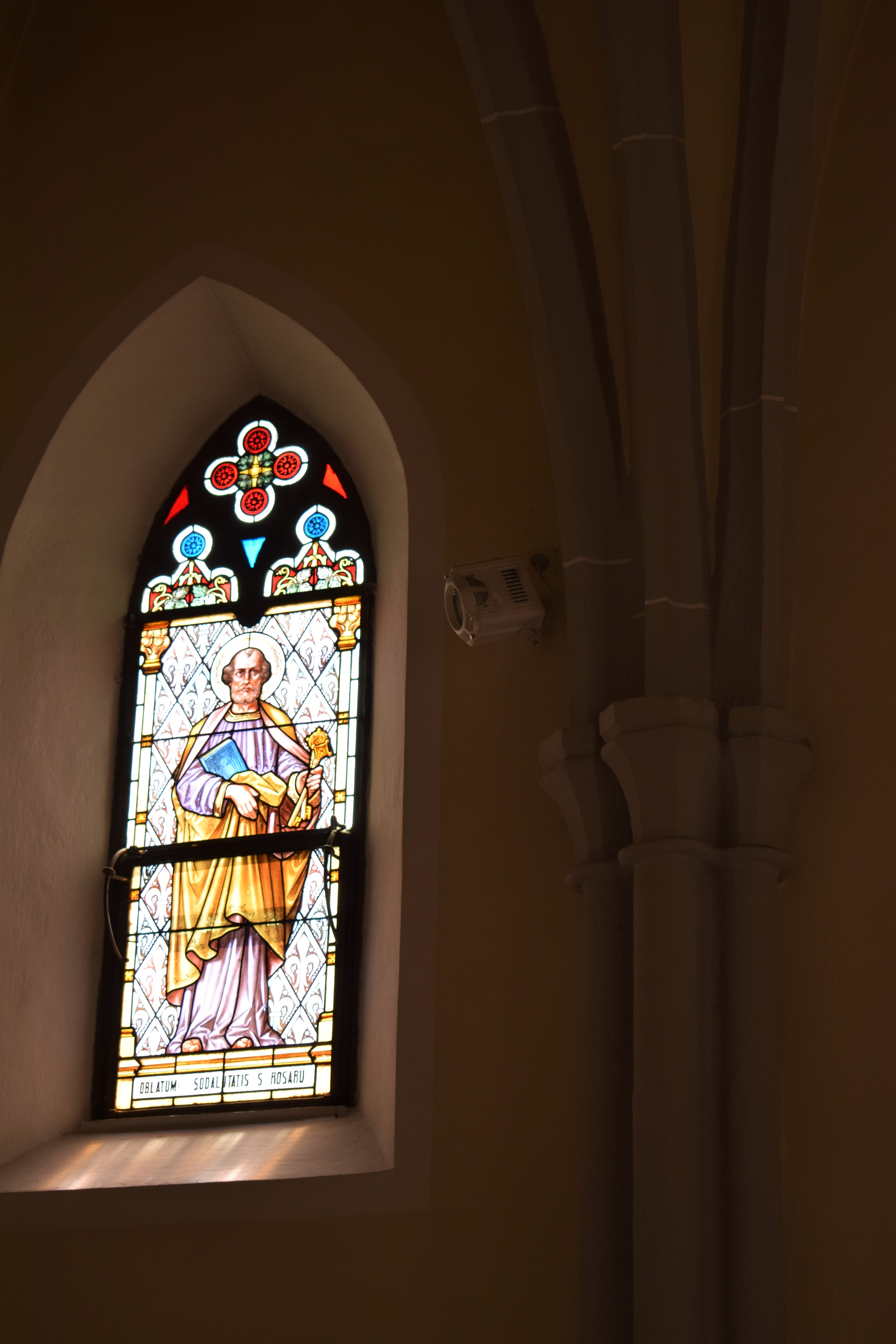
Okno
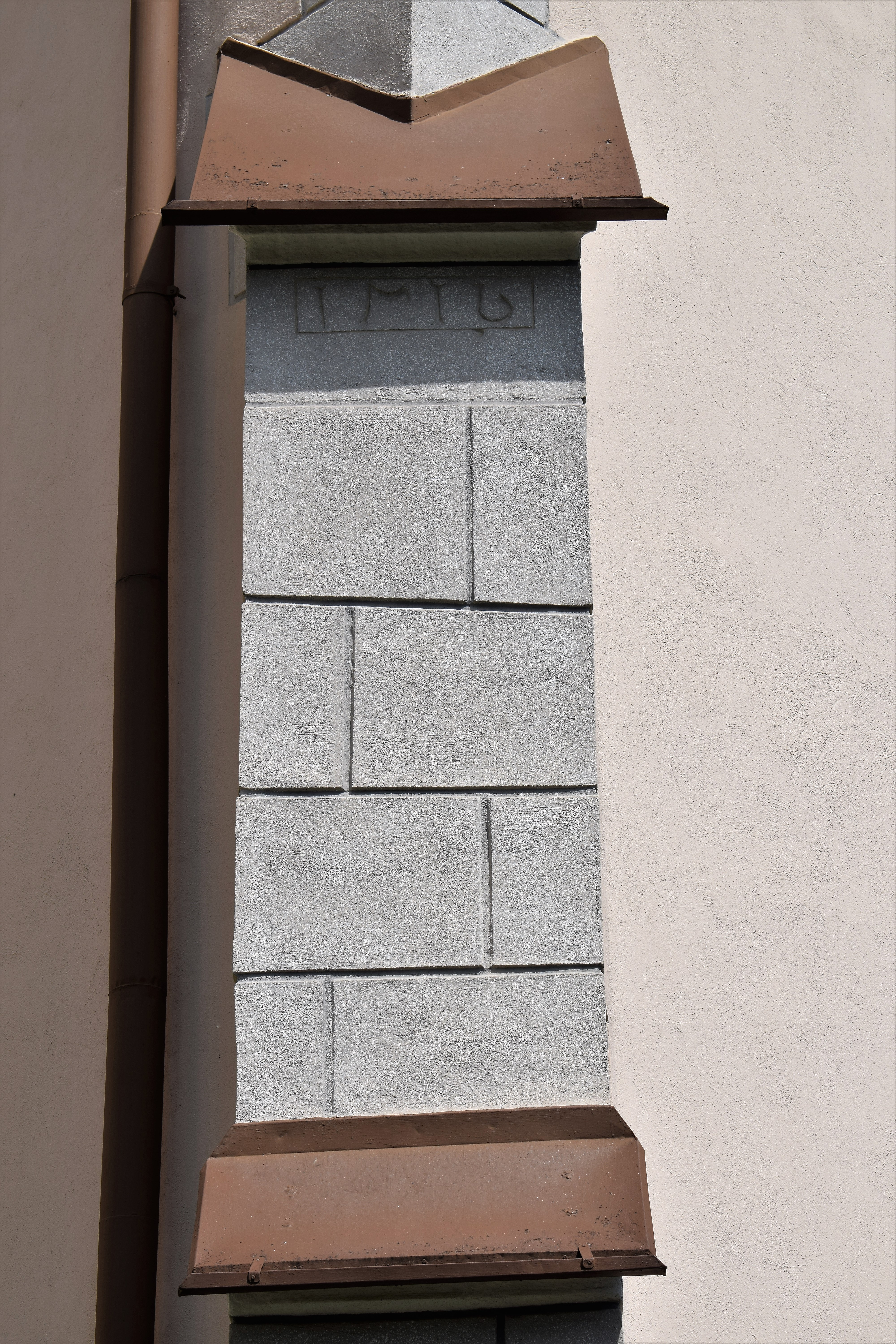
Gotické písmo
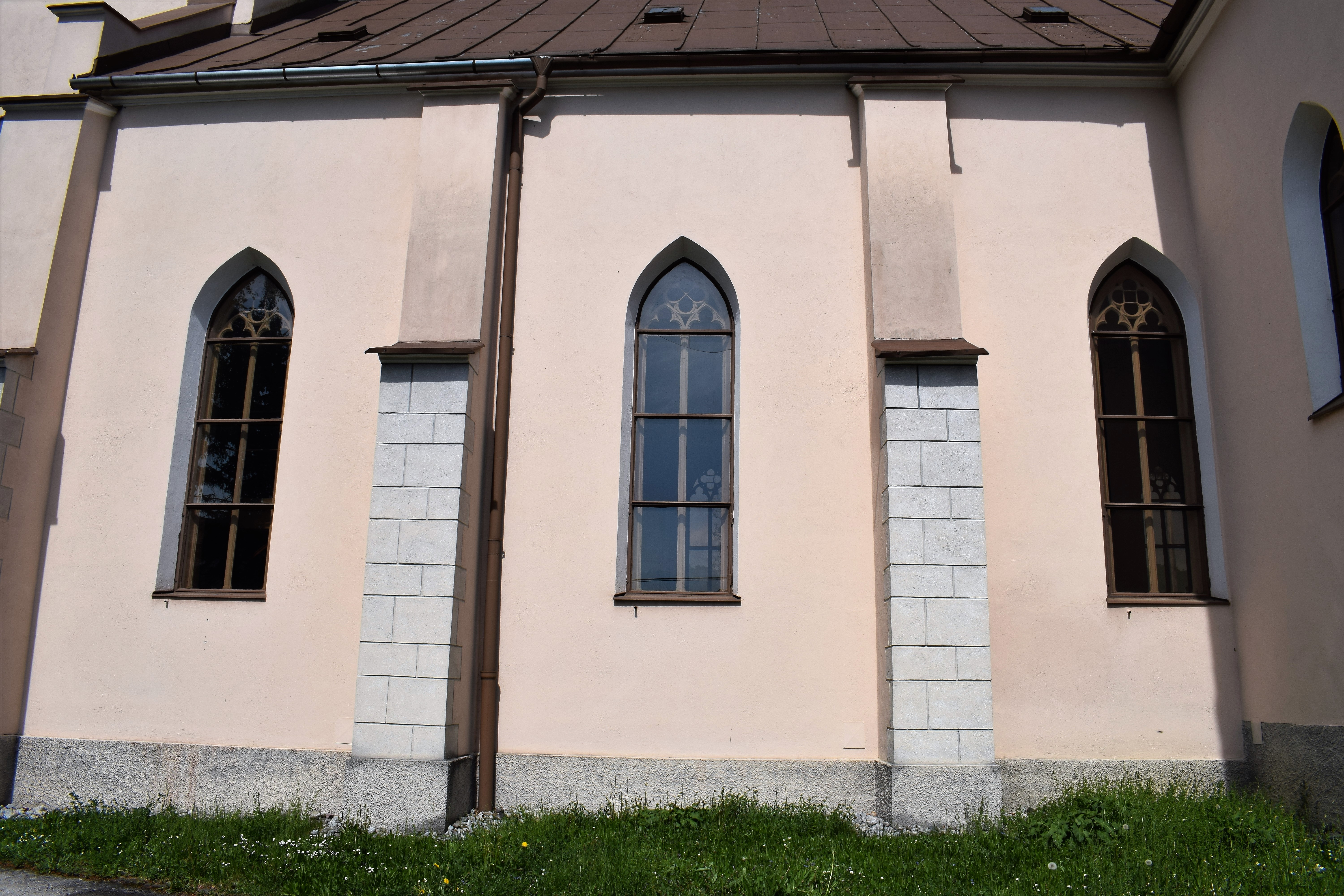
Boční strana
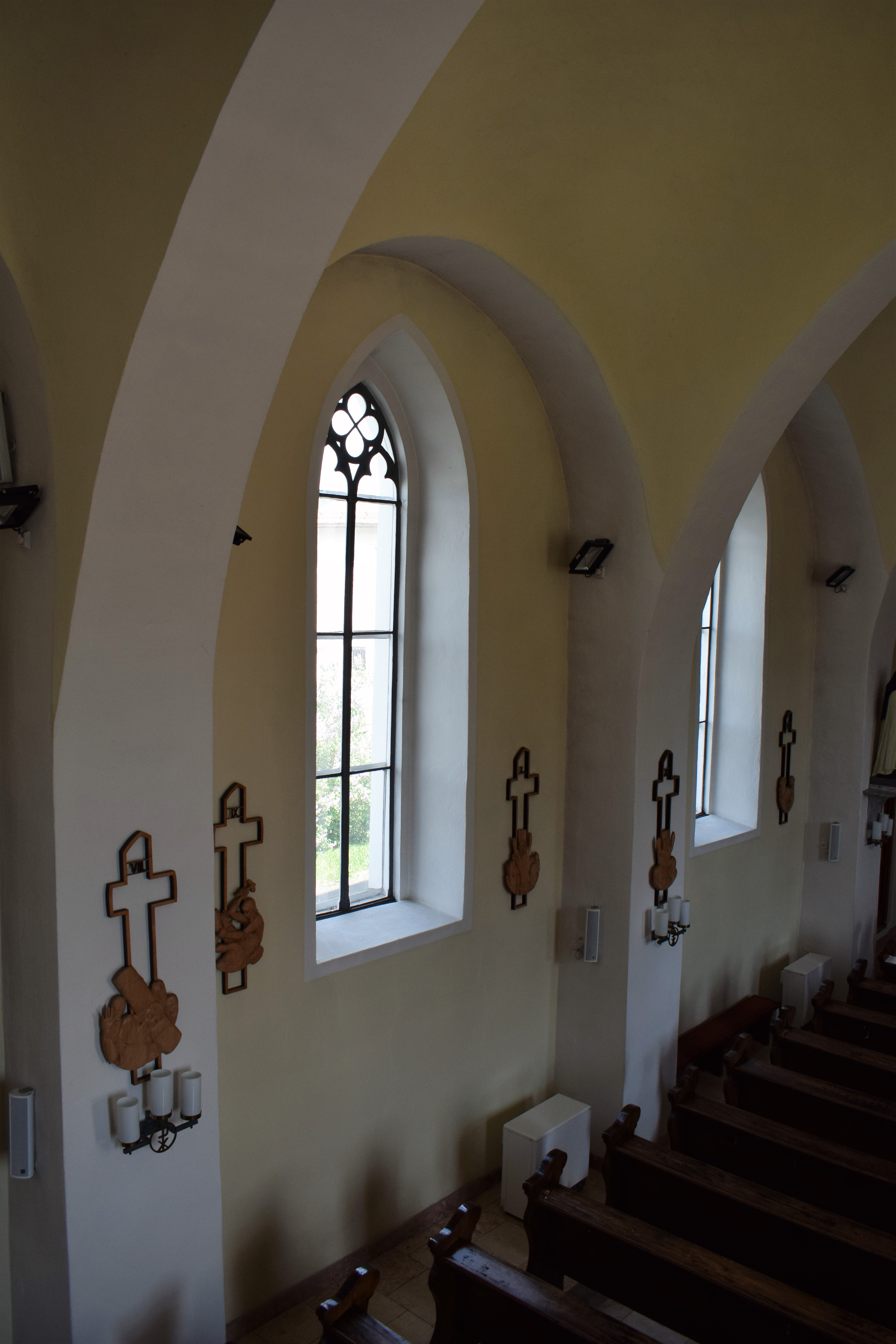
vitrážová okna
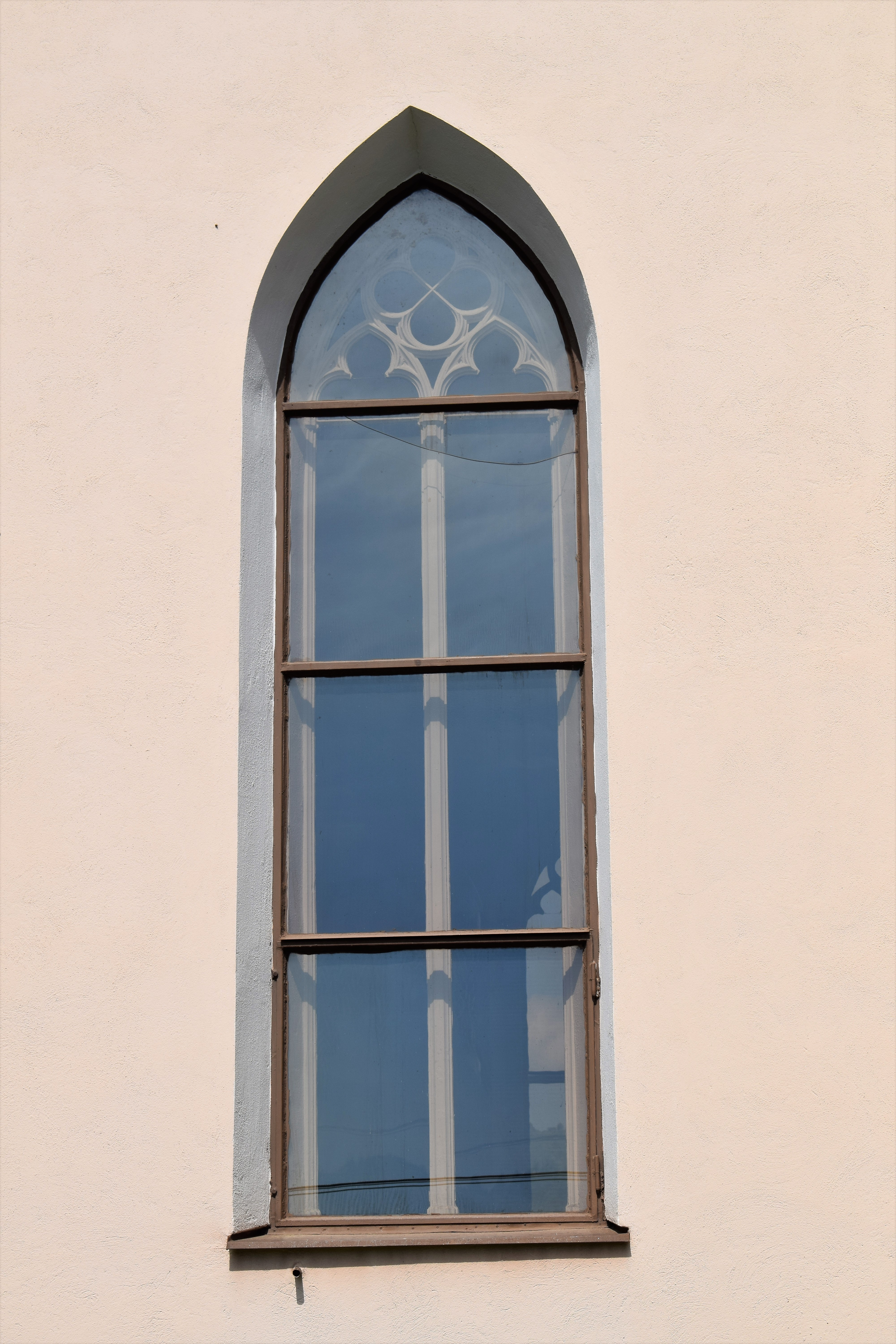
Okno
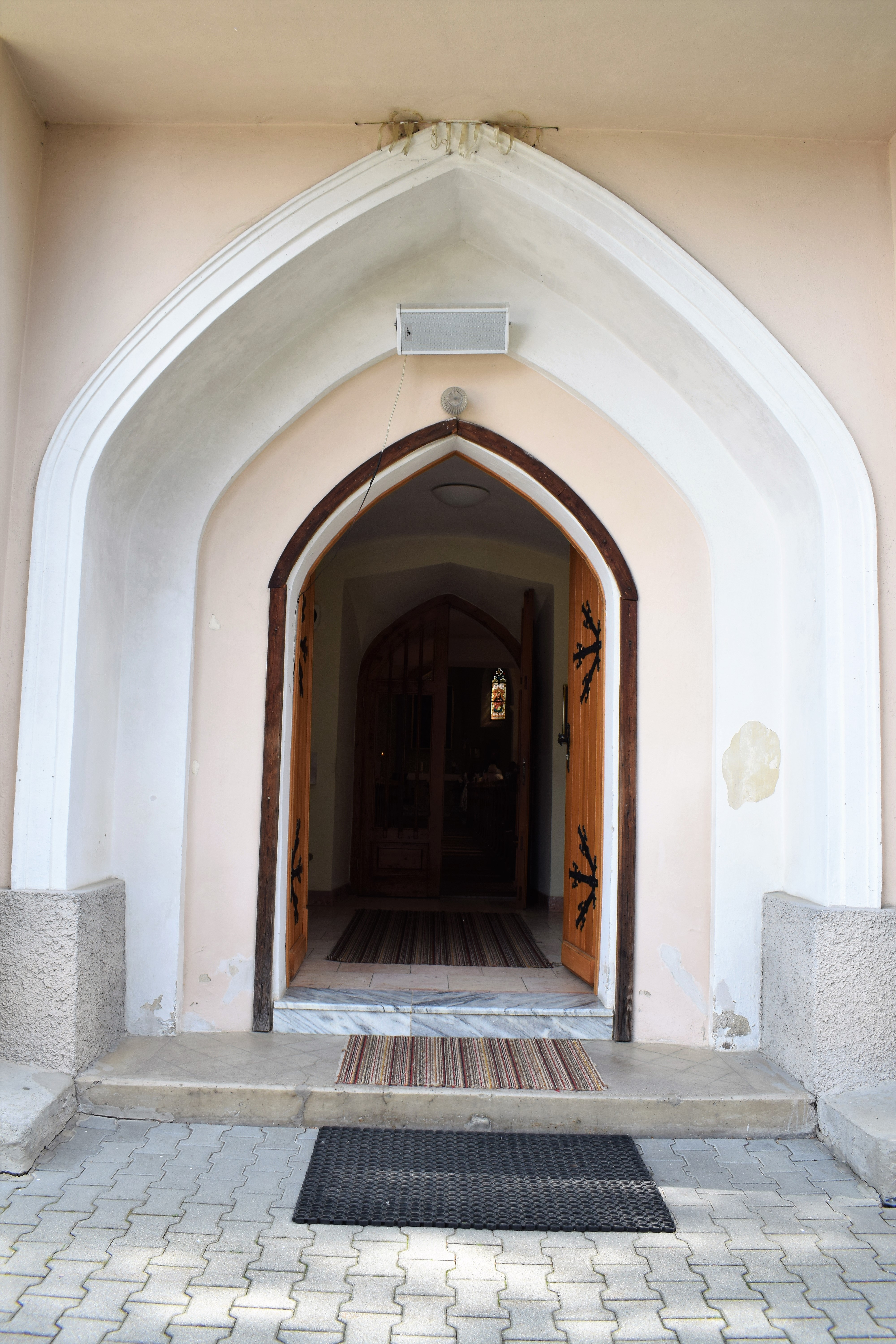
Oltář
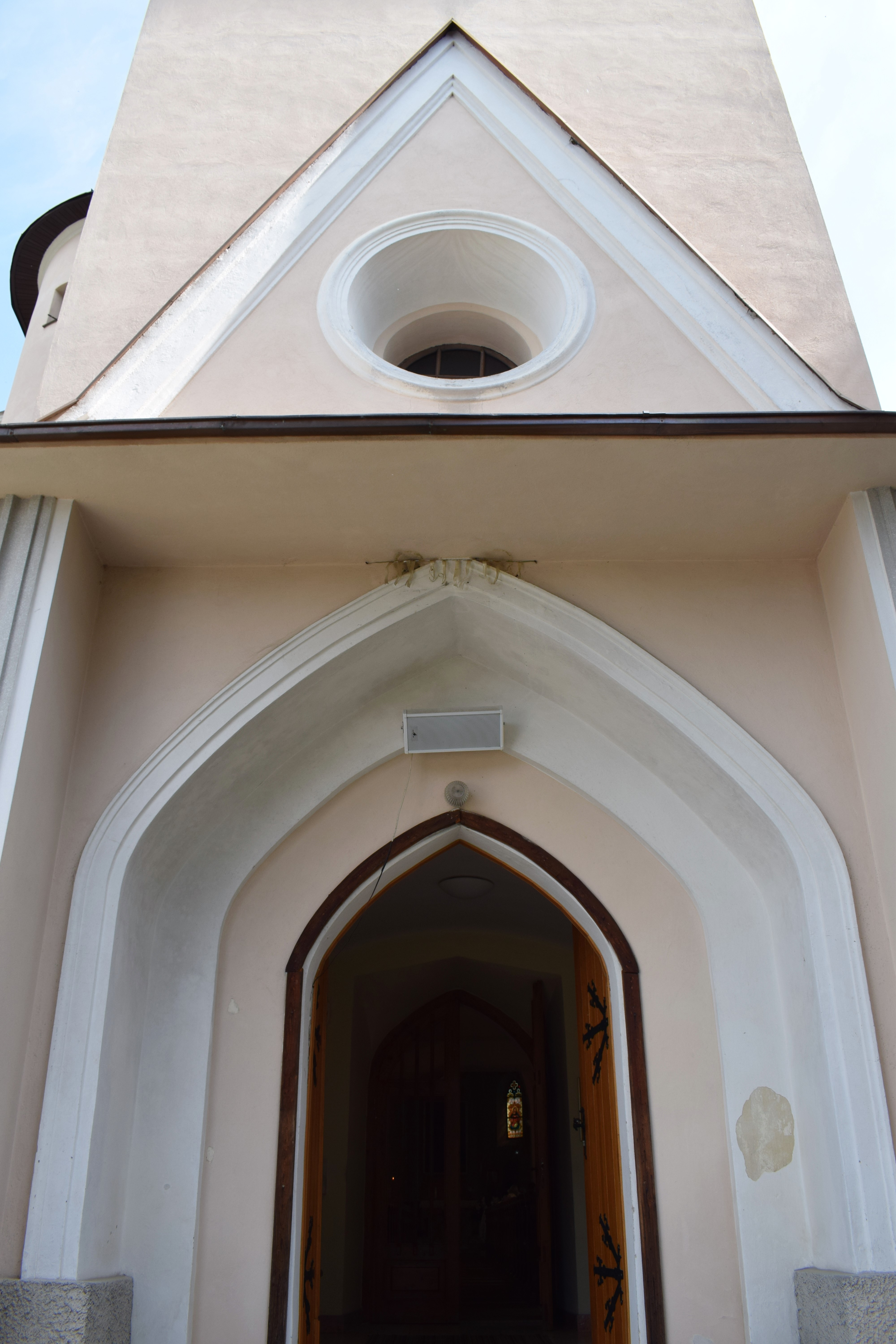
Hlavní vstup
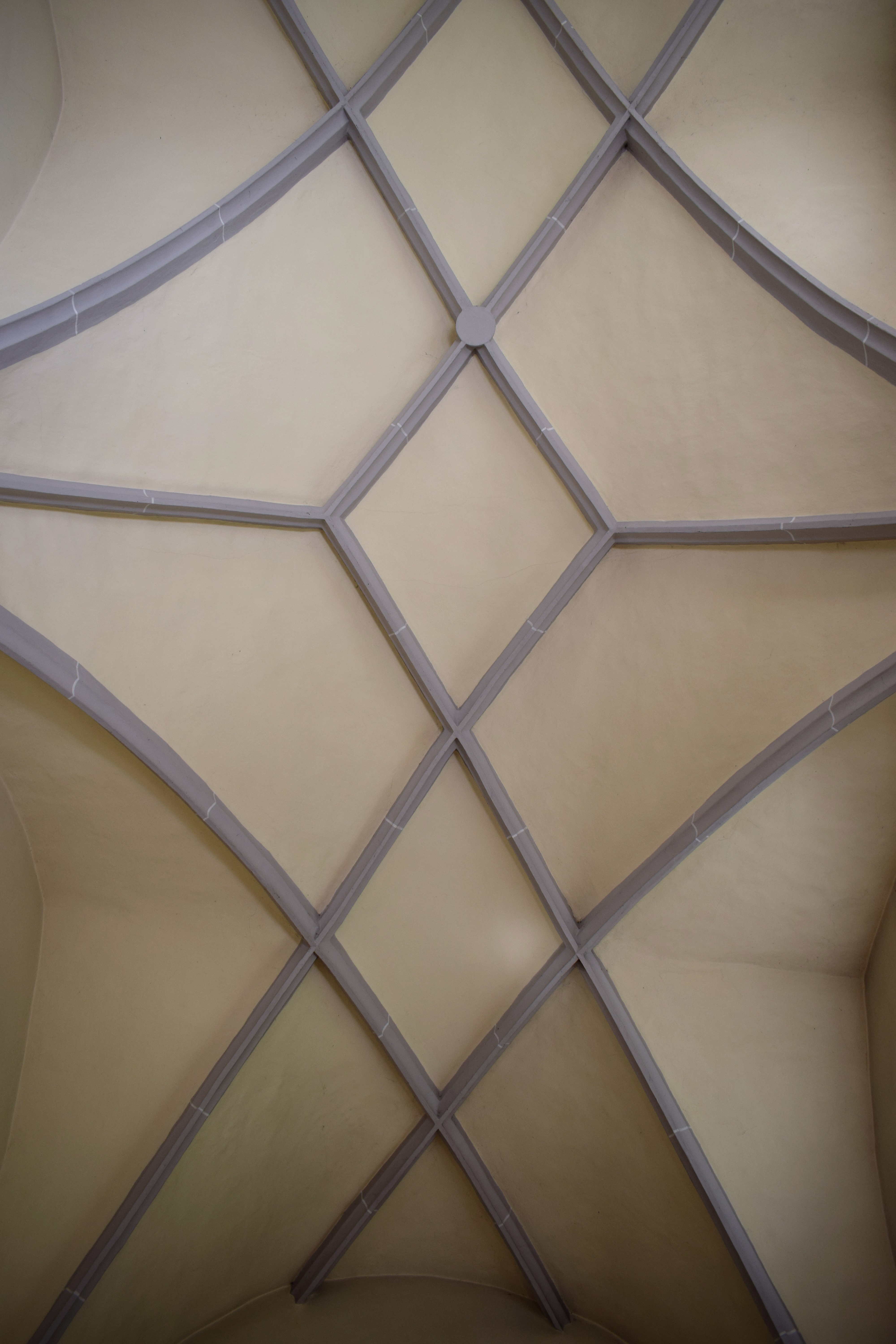
Síťová klenba
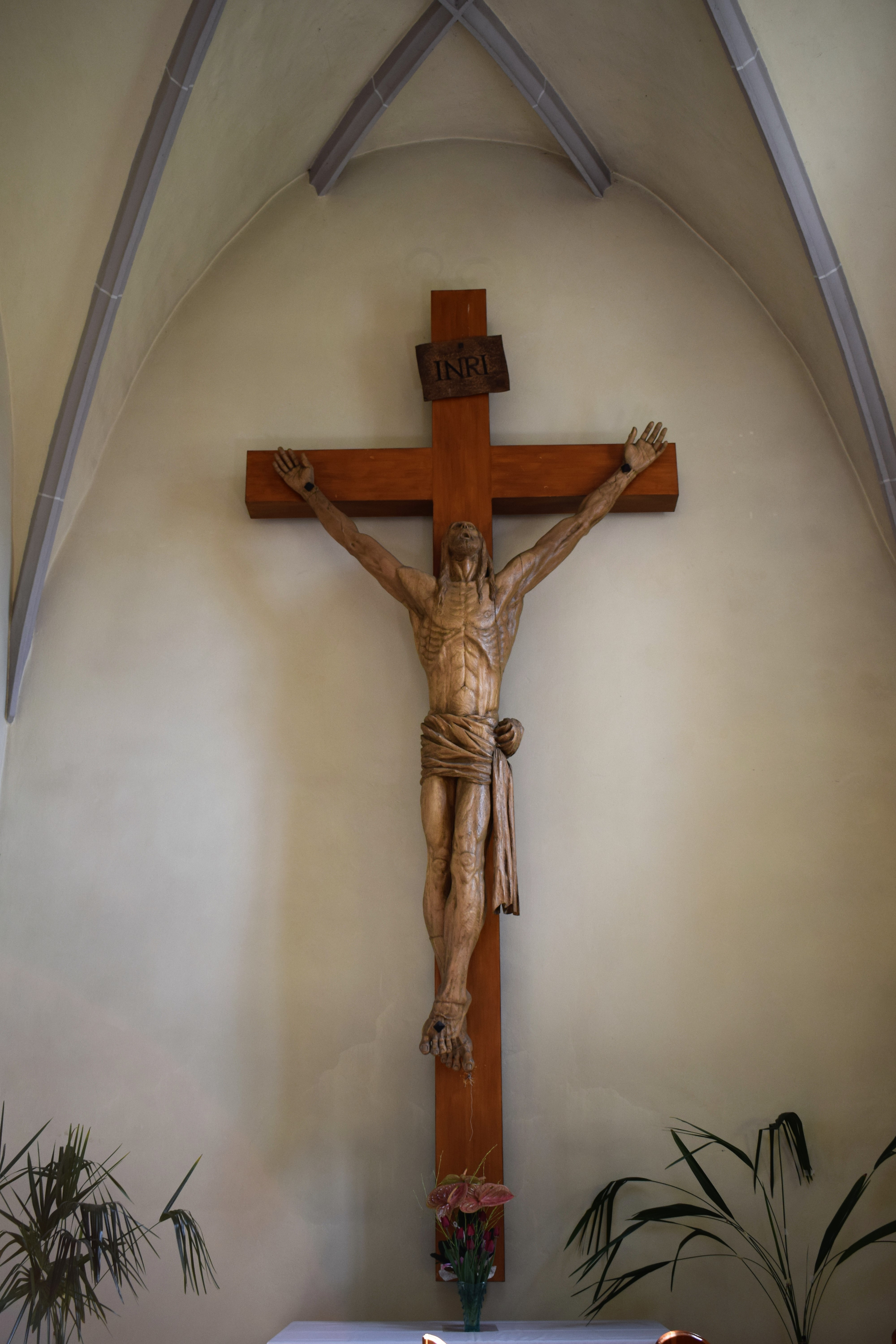
Kříž
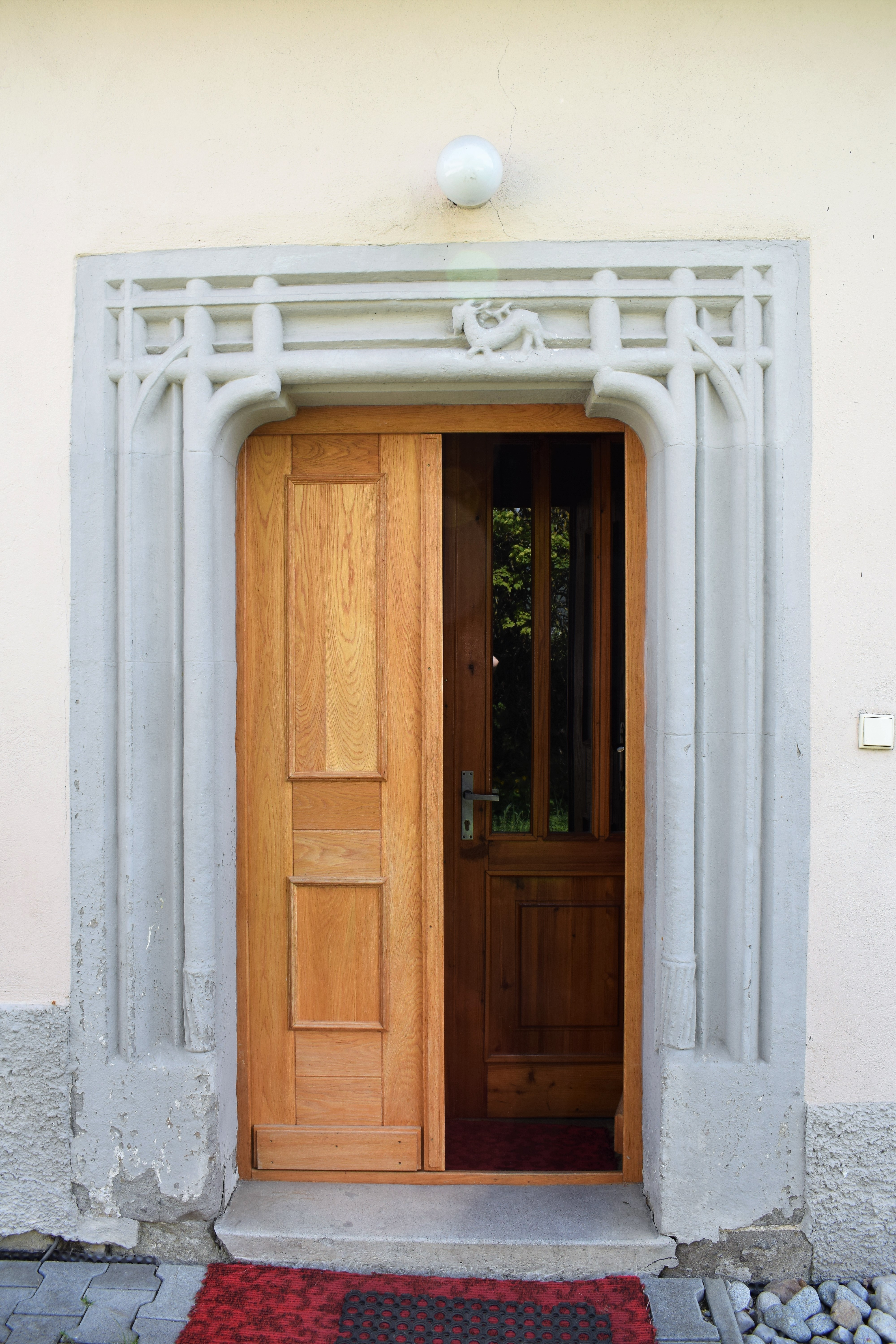
Vedlejší pozdně gotický ozdobný sedlový portál s reliéfem jelena
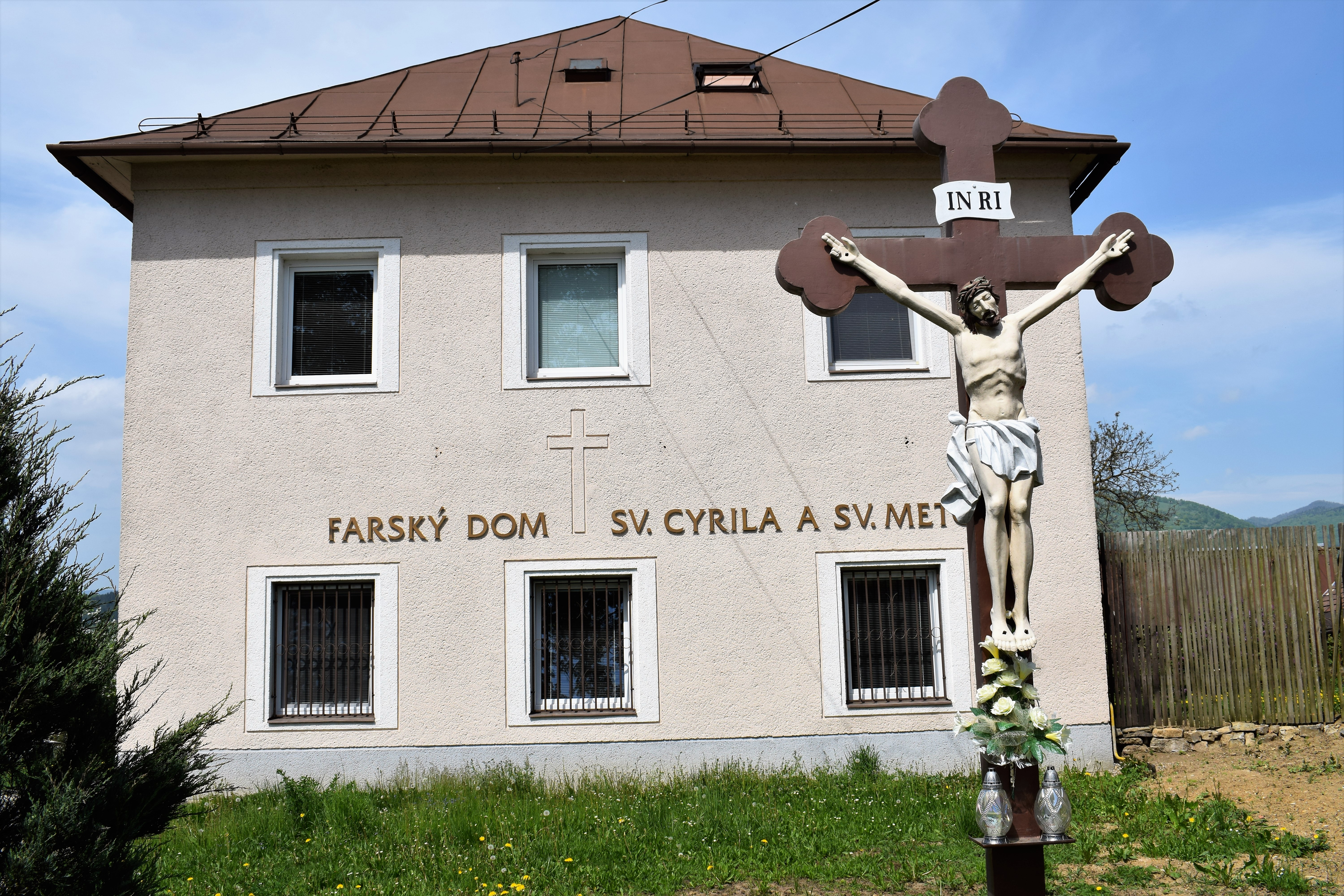
Farský dom - Sv. Cyrila a sv. Metoda
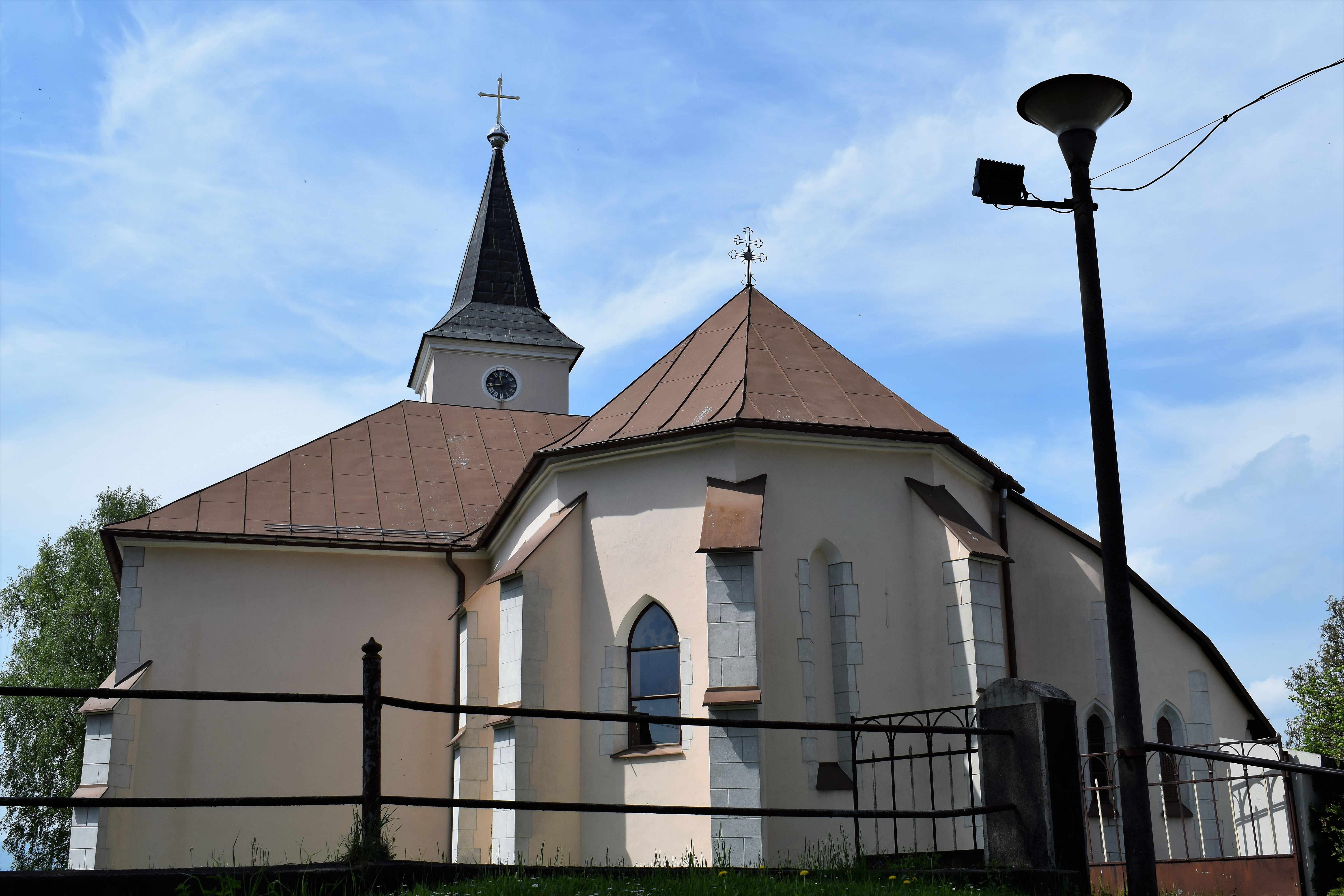
Kostel sv. Cyrila a Metoděje
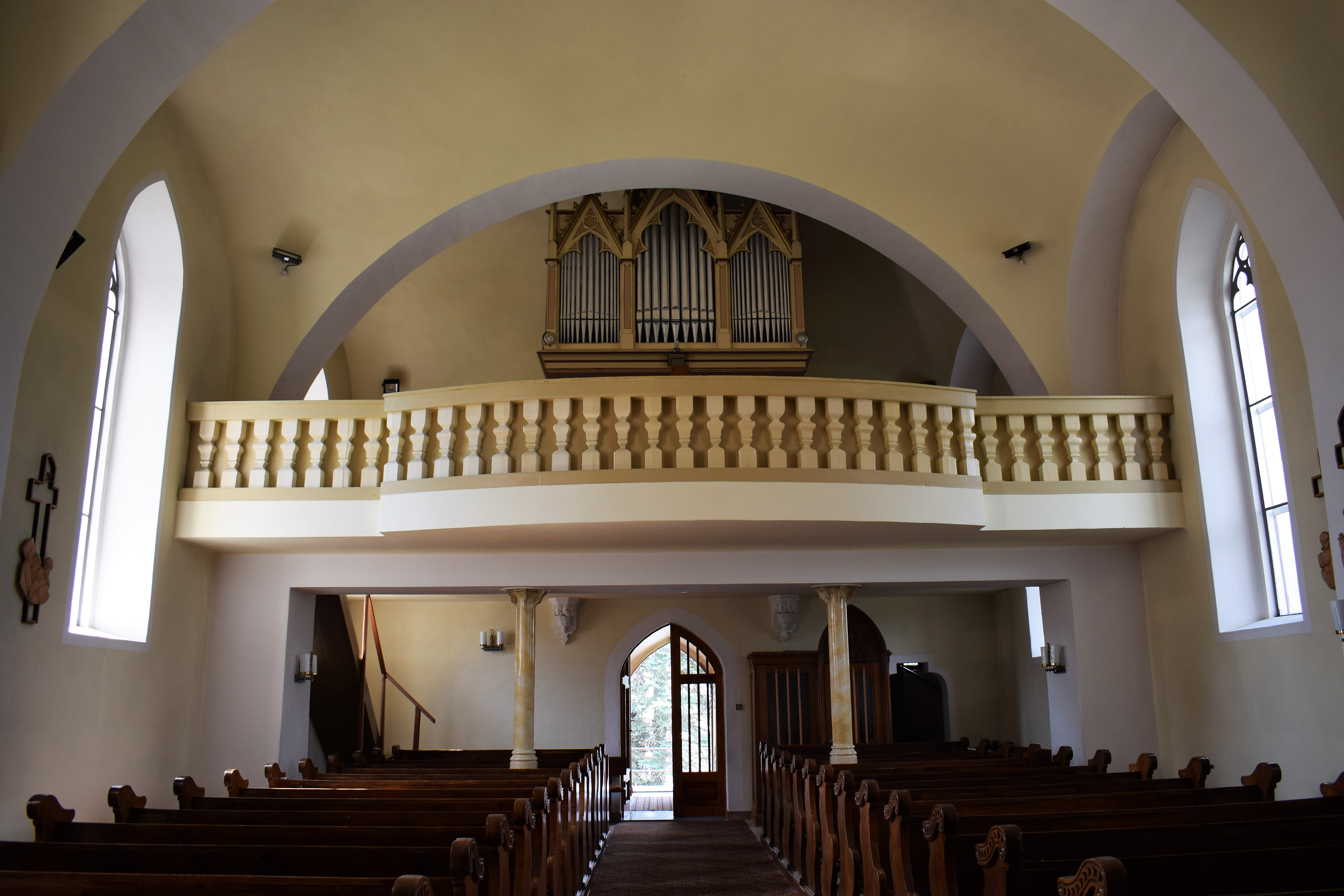
Chór
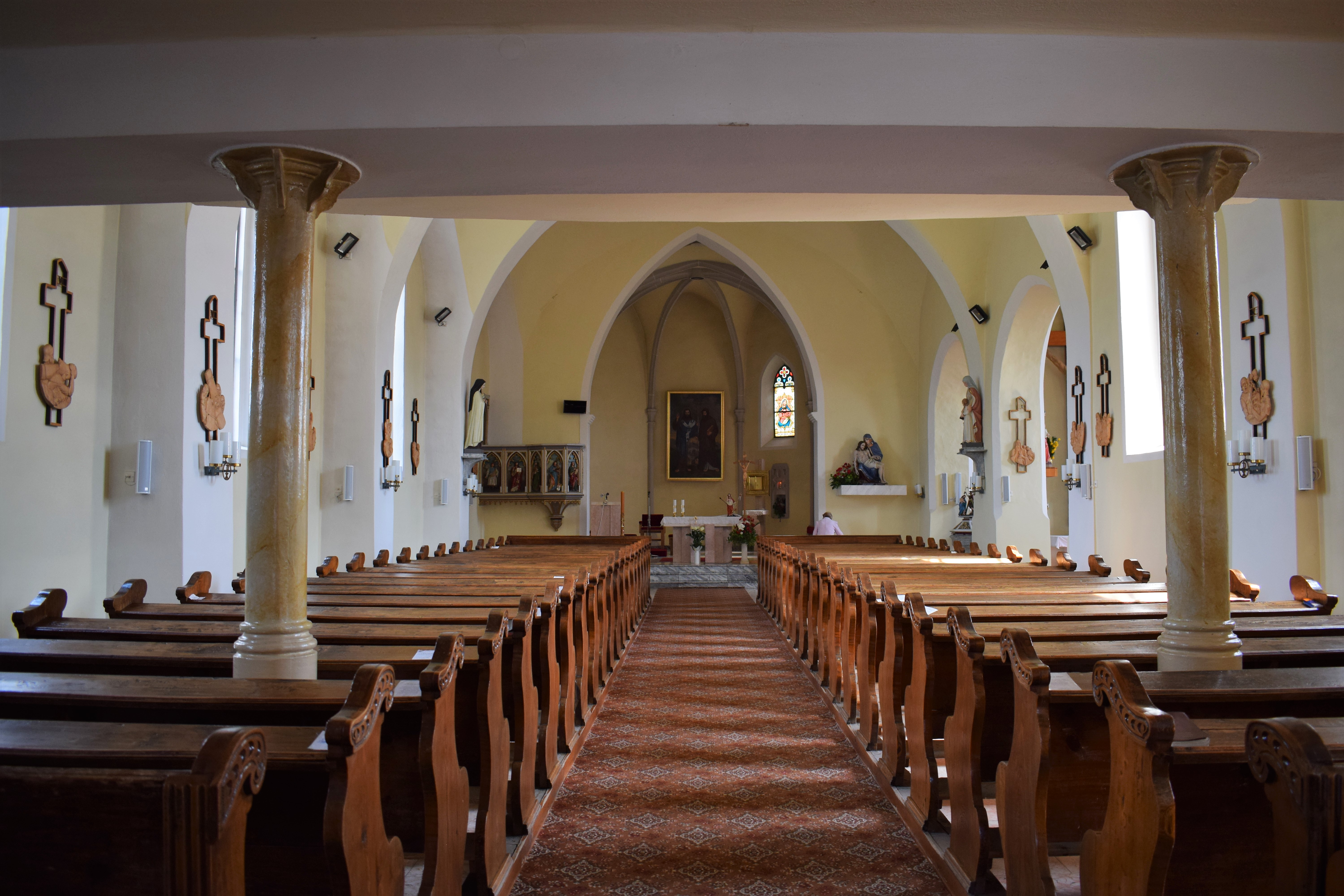
Přízemí
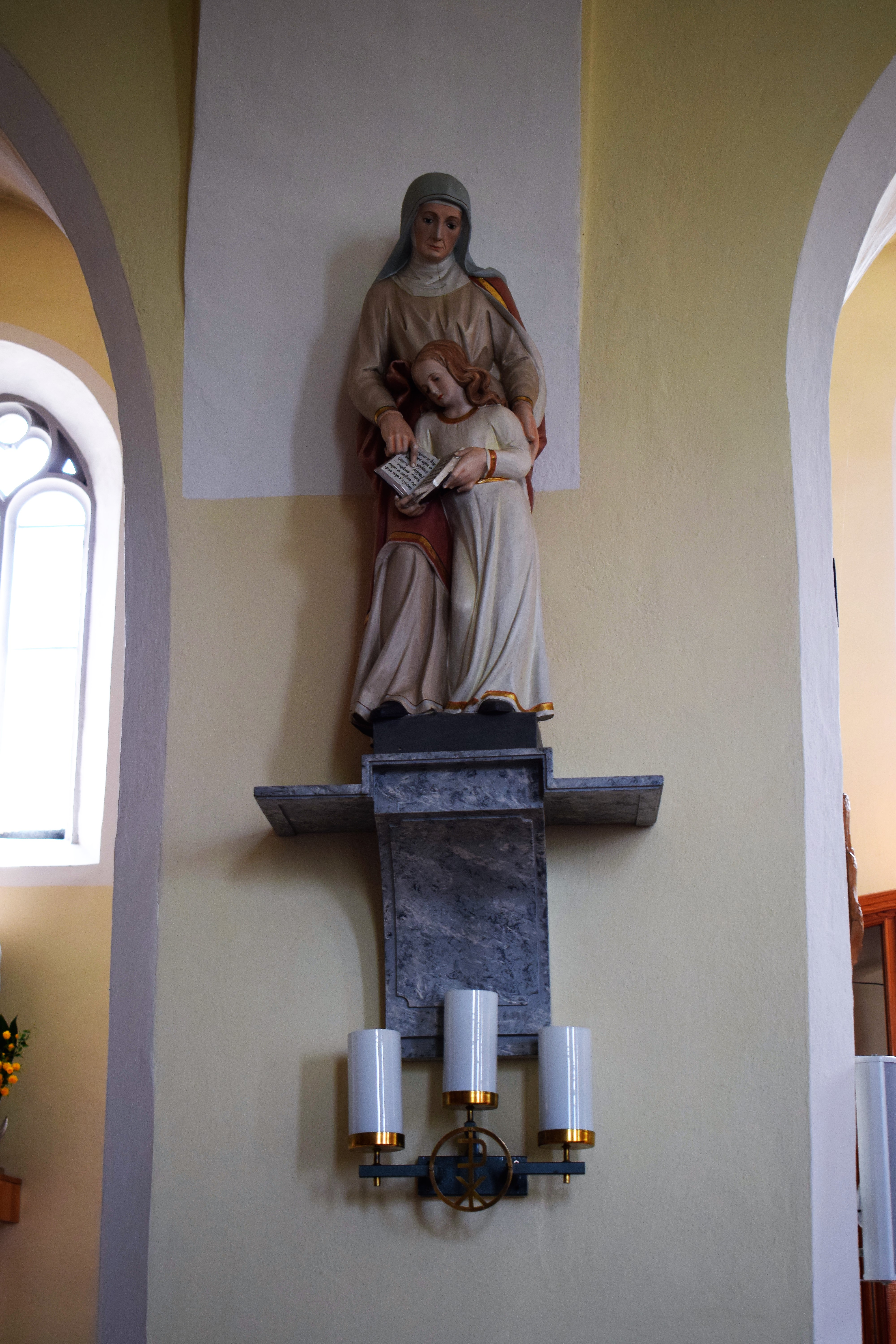
Socha
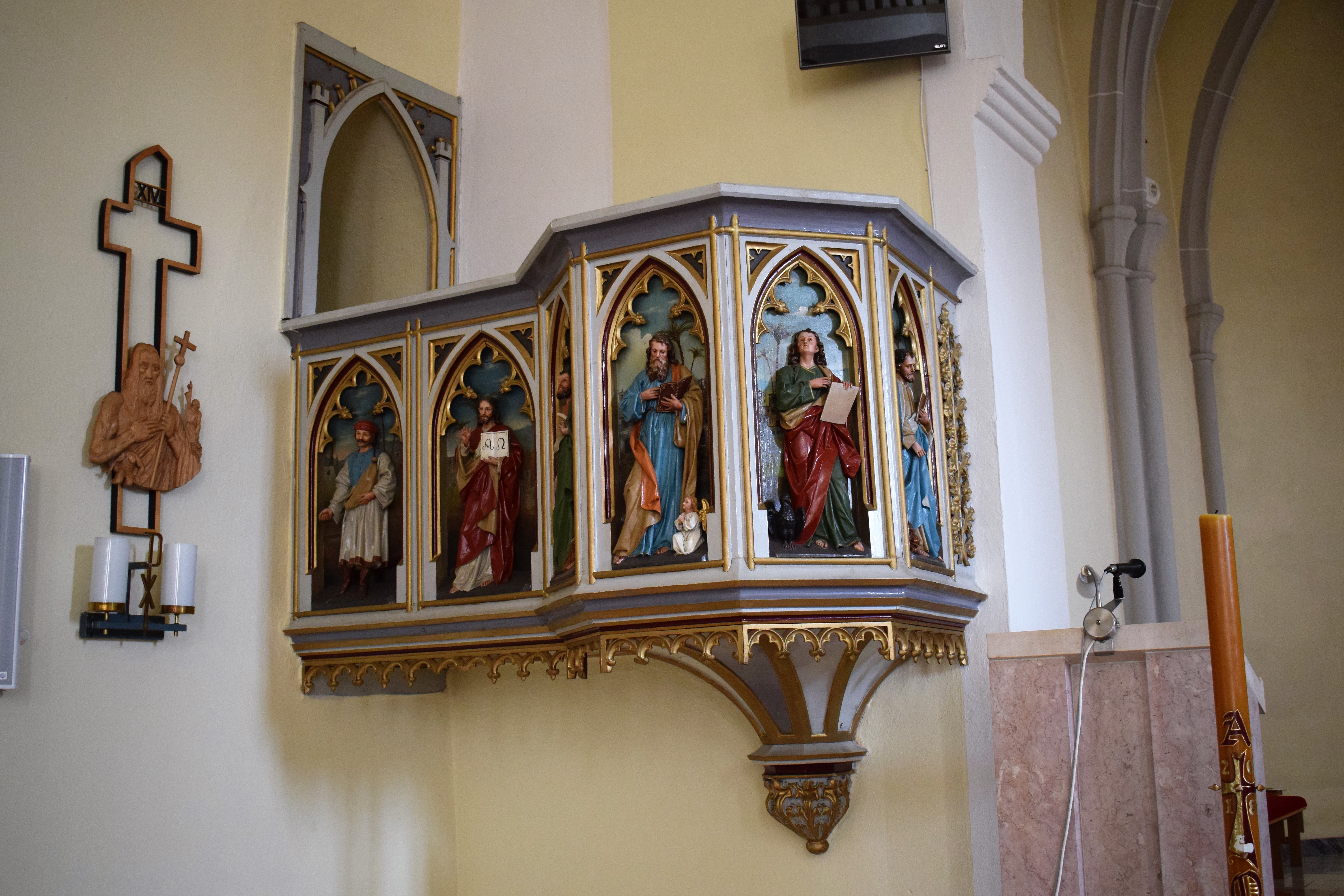
Interiér
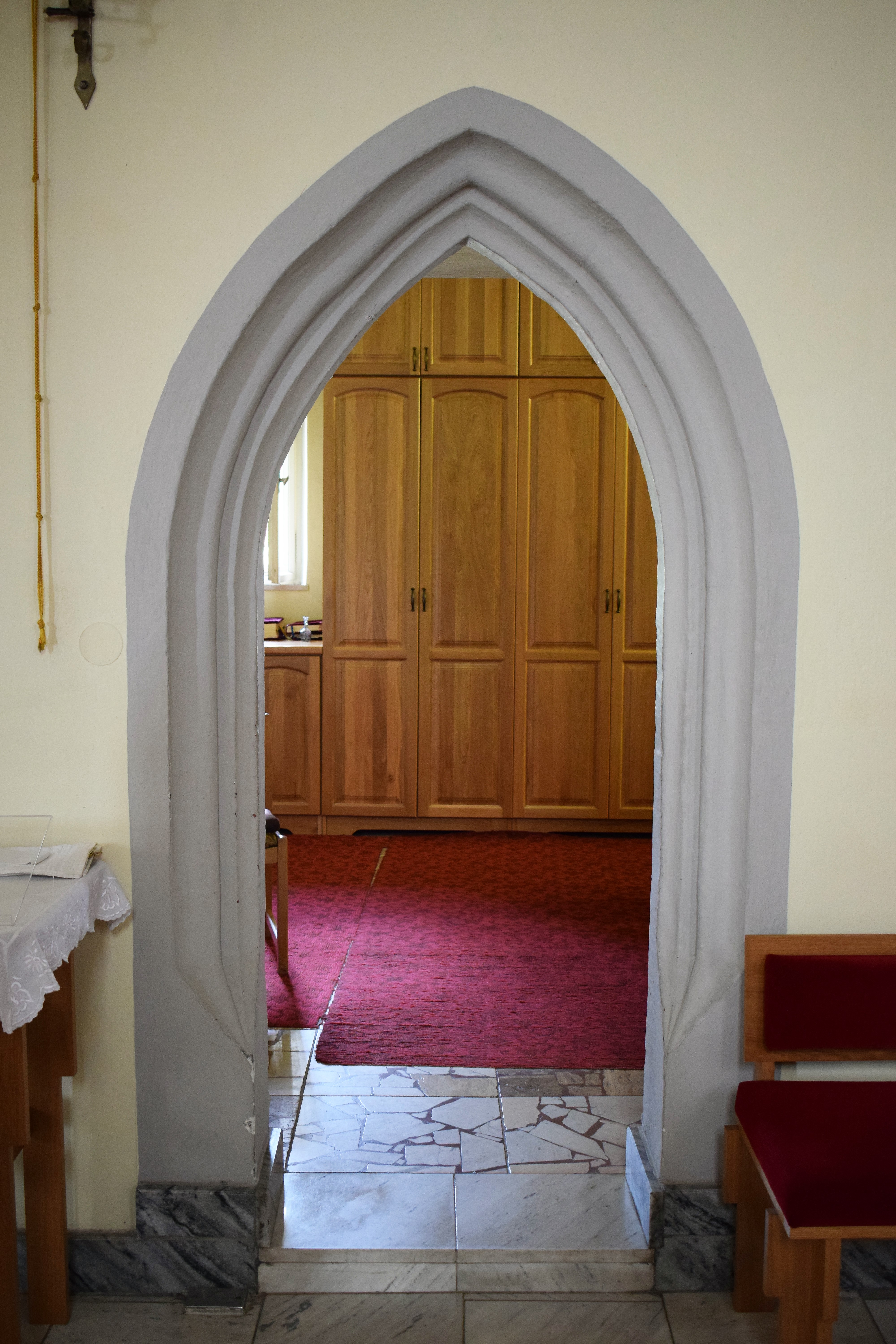
Vstup do severní sakristie
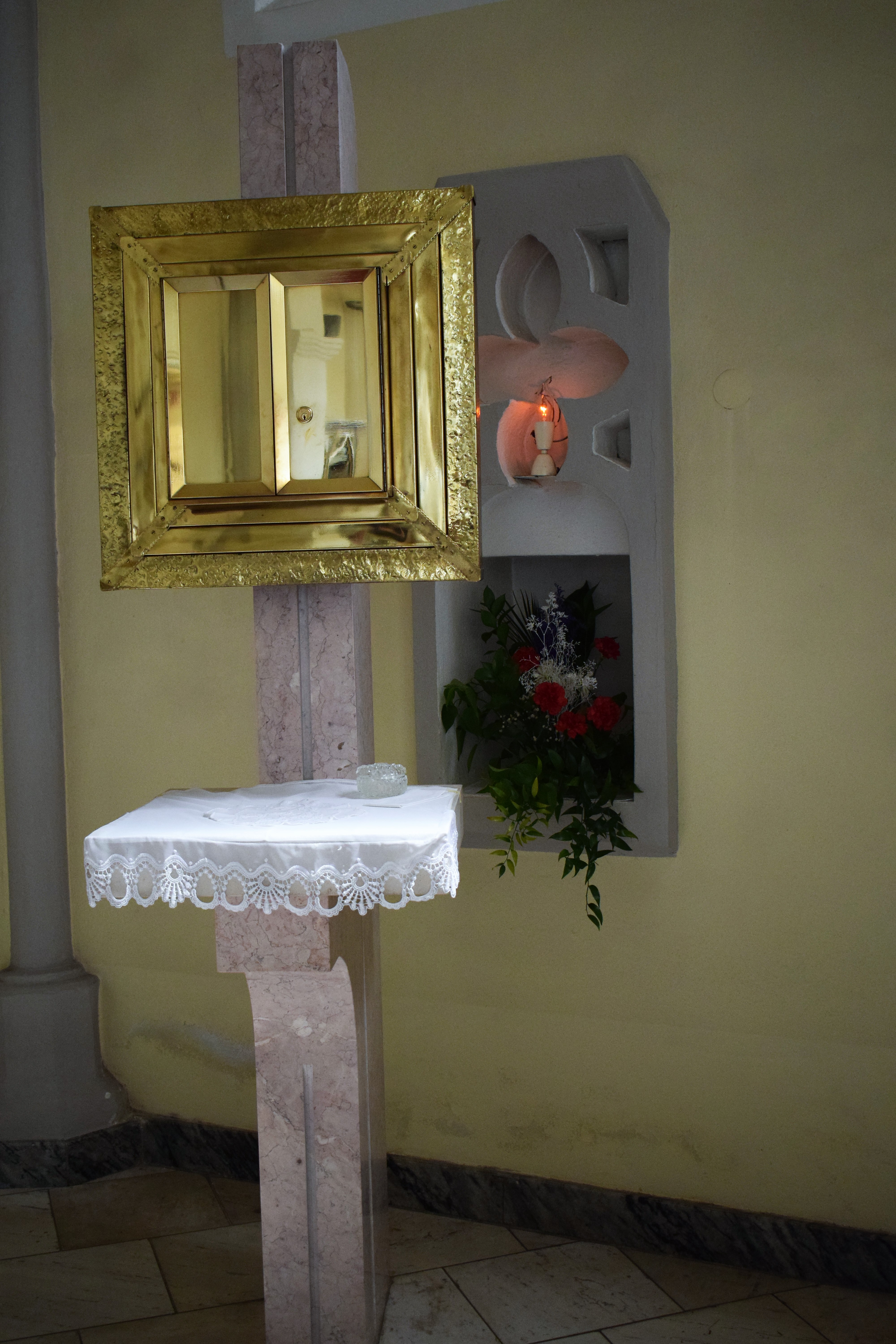
Pastofórium
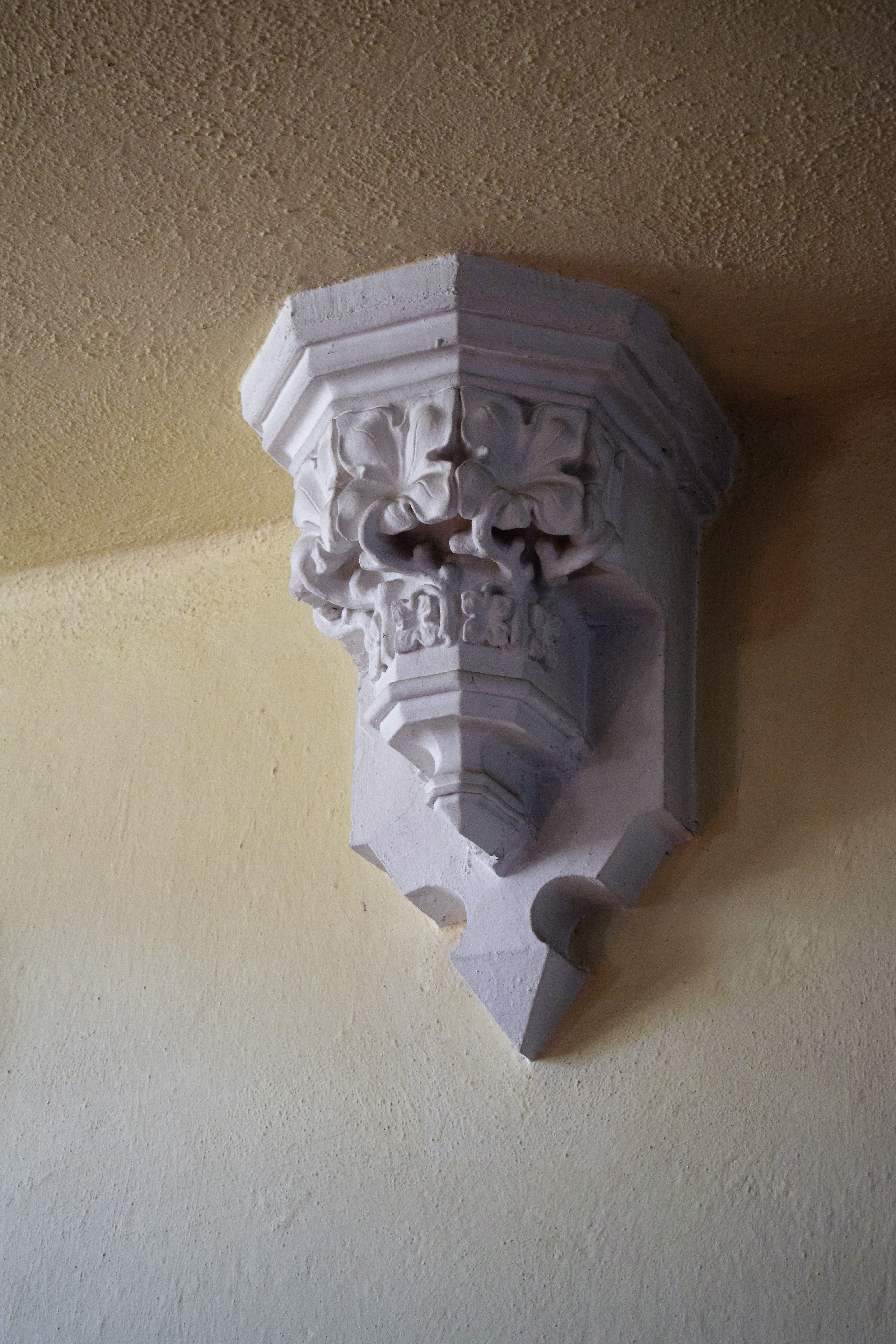
Detail
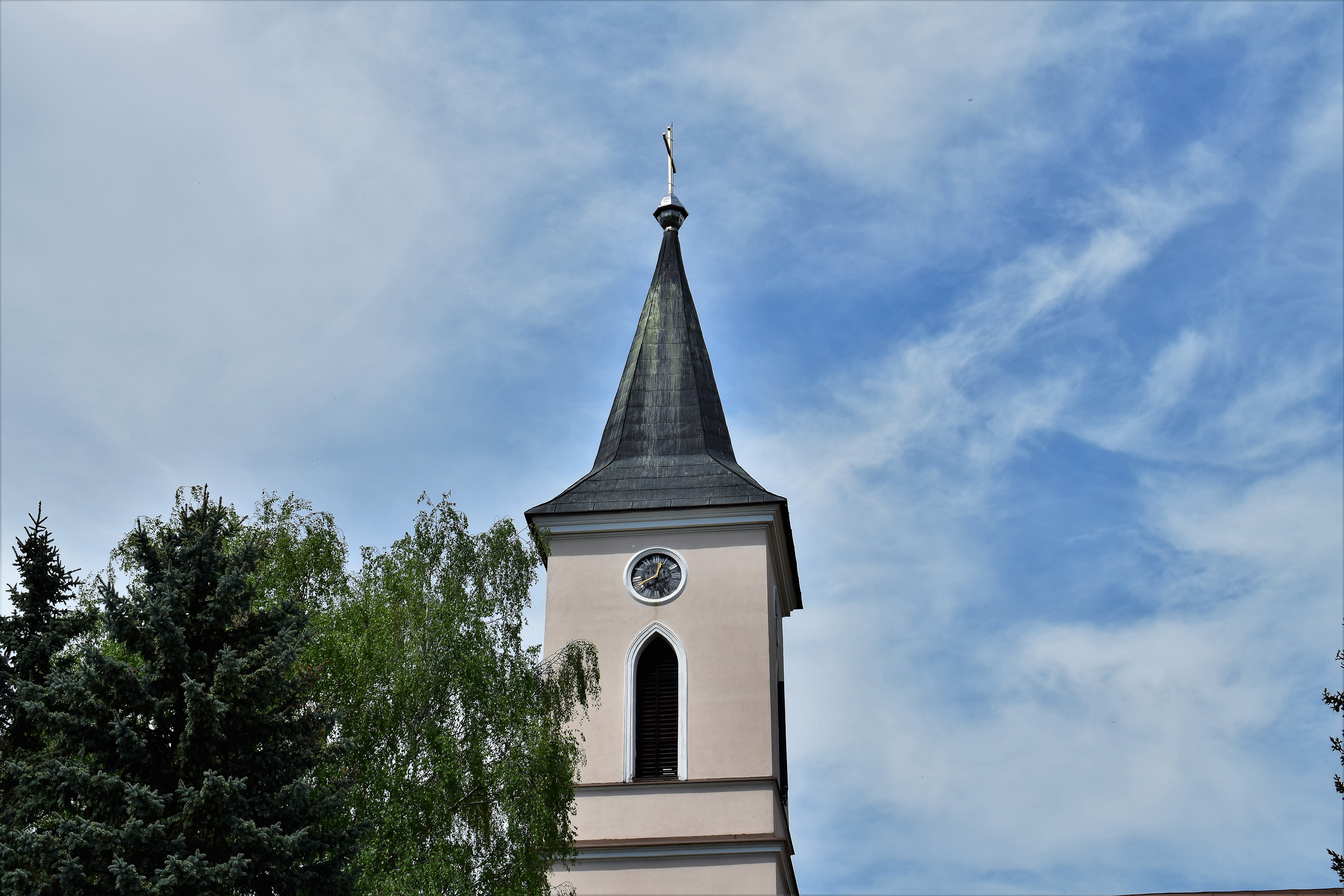
Věž